# Snooks
Die Snooks (Centropomus) sind eine Fischgattung aus der Ordnung Carangiformes.

## Vorkommen
Von den 13 Arten der Snooks leben sieben im tropischen und subtropischen Westatlantik von North Carolina bis Porto Alegre und sechs weitere im östlichen Pazifik von Niederkalifornien bis Peru und zu den Galapagosinseln. Sie kommen im küstennahen Meer und im Brackwasser, einige Arten auch im Süßwasser in Flussunterläufen vor.

## Merkmale
Snooks sind 36 Zentimeter bis 1,40 Meter lange Raubfische, deren barschartiges, langgestrecktes Erscheinungsbild an den europäischen Zander erinnert. Auffallend ist die eingedrückte (konkave) Stirnpartie. Der Unterkiefer ist länger als der Oberkiefer. Das Seitenlinienorgan reicht bis auf die tief gegabelte Schwanzflosse und erreicht die Mitte des Schwanzflossenendes. Snooks besitzen 24 Wirbel und sieben Branchiostegalstrahlen.
Flossenformel: Dorsale 1 VIII, Dorsale 2 I/8–11, Anale III/5–8, Ventrale I/5.

## Arten
- Centropomus armatus Gill, 1863
- Centropomus ensiferus Poey, 1860

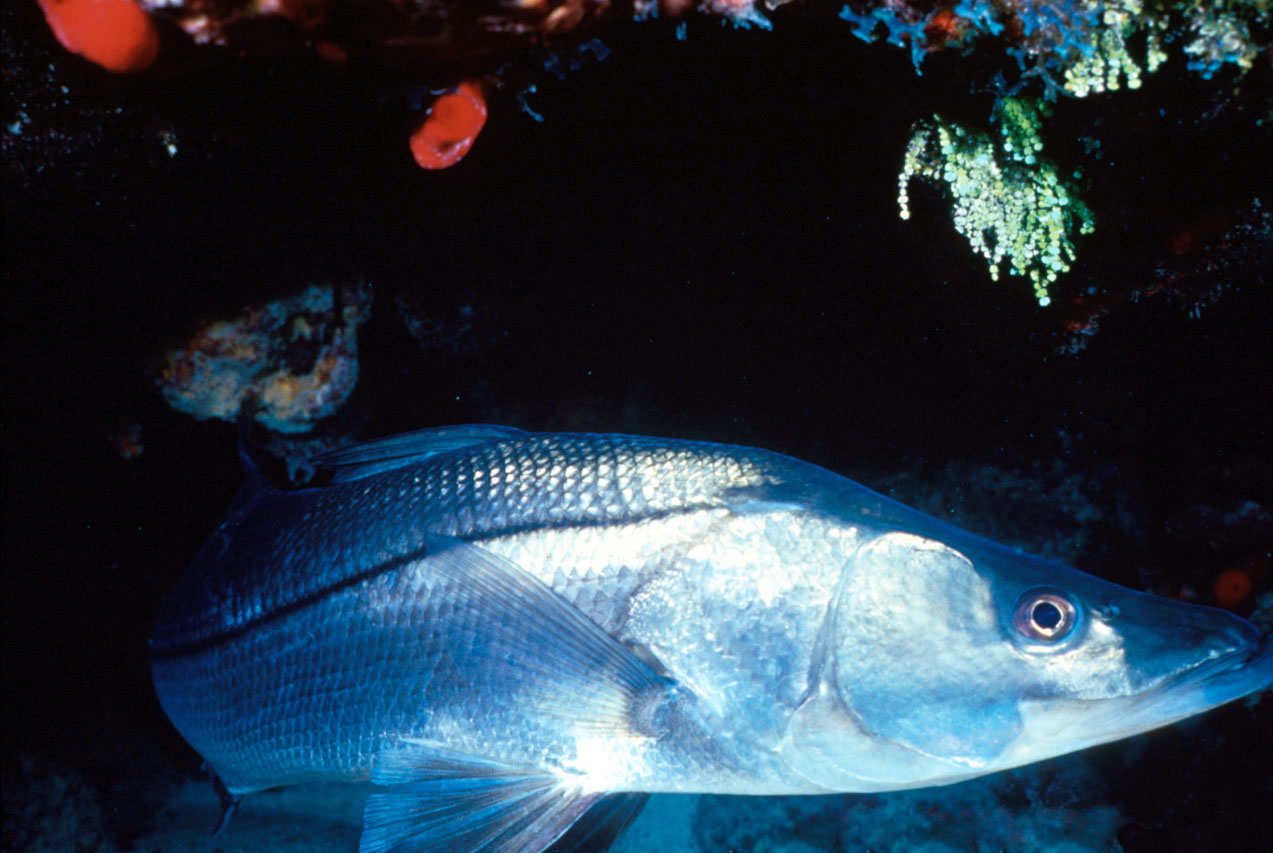
Centropomus undecimalis

- Centropomus irae Carvalho-Filho et al., 2019
- Centropomus medius Günther, 1864
- Centropomus mexicanus Bocourt, 1868
- Centropomus nigrescens Günther, 1864
- Centropomus parallelus Poey, 1860
- Centropomus pectinatus Poey, 1860
- Centropomus poeyi Chávez, 1961
- Centropomus robalito Jordan & Gilbert, 1882
- Gewöhnlicher Snook (Centropomus undecimalis (Bloch, 1792))
- Centropomus unionensis Bocourt, 1868
- Centropomus viridis Lockington, 1877

## Fossilbefund

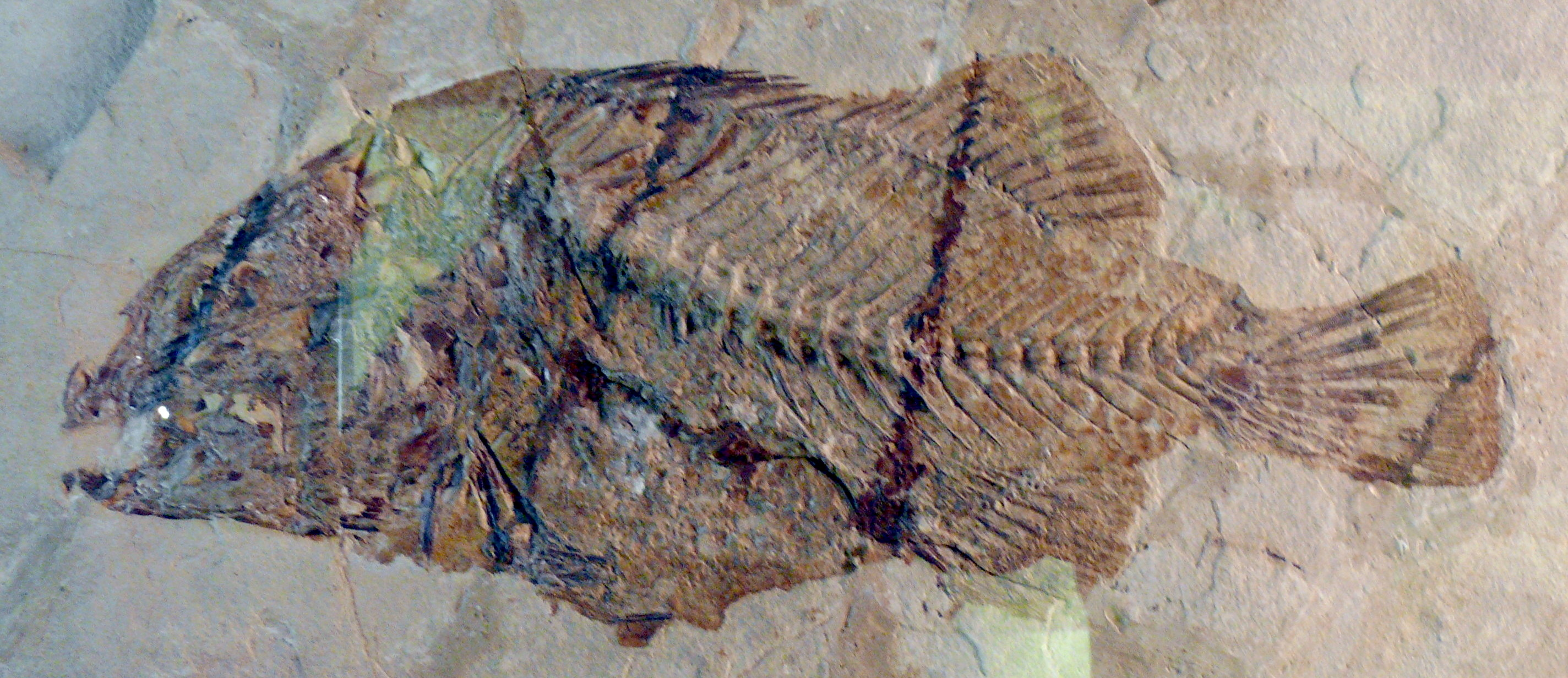
Cyclopoma gigas

Der fossile Snook Cyclopoma gigas ist aus dem mittleren Eozän der norditalienischen Monte-Bolca-Formation, die aus Ablagerungen der Tethys entstand, bekannt.